# Урушевы
Уру́шевы (кабард.-черк. Урыш Ӏуащхьэ — «возвышенность Урушевых») — гора в предгорьях Центрального Кавказа, в восточной части Кабардино-Балкарской Республики. Является высшей точкой Арикского хребта, являющегося западным продолжением Терского хребта.

## География
Гора расположена в восточной части Терского района Кабардино-Балкарии. Абсолютная высота вершины составляет 430 метров над уровнем моря, относительные высоты около 200 метров. Считается высшей точкой Арикского хребта, хотя по другим данным высшей точкой хребта является безымянная возвышенность чуть западнее горы Урушевых, с абсолютной высотой в 439 метров над уровнем моря. 
Склоны горы покрыты вторичными лугами. Несмотря на сильно пересечённую местность, северное и южное подножье горы распаханы в виде террас.
Ближайший населённый пункт — село Ново-Хамидие, расположенное в 10 км к северо-востоку от горы.